# 安德雷亚·阿涅利
安德雷亚·阿涅利（義大利語：Andrea Agnelli，義大利語：[anˈdrɛa aɲˈɲɛlli]；1975年12月6日—）生於都灵，是一位意大利企业家和体育高管，现任EXOR母公司Giovanni Agnelli B.V.董事會成員，前尤文图斯足球俱乐部主席、前斯泰蘭蒂斯、EXOR董事會成員。

## 生平

### 教育和工作
安德雷亚·阿涅利是翁贝托·阿涅利和阿莱格拉·卡拉乔洛的儿子、乔瓦尼·阿尔贝托·阿涅利的弟弟，是当前阿涅利家族的唯一成年男性。
安德雷亚·阿涅利曾就读于牛津的圣克莱尔国际学院和米兰的博科尼大学。他曾在意大利和海外工作，先后负责过比亚乔、欧尚以及法拉利的销售和市场工作。
从 2001年到2004年在奥驰亚集团工作。2007年参与组建了控股公司Lamse S.p.A，并担任首席执行官。2008年9月29日被任命为意大利高尔夫协会的委員。

### 尤文图斯主席
2010年5月，他被外甥約翰·埃爾坎任命為尤文圖斯董事會主席，成為阿涅利家族中繼父親、叔叔和祖父之後第四位掌管尤文圖斯俱樂部的成員。
2022年11月28日，安德雷亞辭去尤文图斯足球俱乐部主席一職。

### 个人生活
安德雷亚·阿涅利与艾玛·温特于2005年成婚，他们的女儿巴雅·阿涅利和儿子贾科莫·达伊·阿涅利分别在2005年和2011年出生。
安德里亞是家族中最後一位繼承阿涅利姓氏的男性成員，直到他的兒子賈科莫出生。